# Reificación (marxismo)
Reificación (en alemán: Verdinglichung, literalmente "convertir en" o "hacer cosa") es considerar a un ser humano o viviente consciente y libre como si fuera un objeto o cosa no consciente ni libre; también se refiere a la reificación o cosificación de las relaciones humanas y sociales, que se transformarían al reificarse en meras relaciones de consumo de unas personas respecto a otras. Este concepto está vinculado a las nociones de Marx de alienación y fetichismo de la mercancía. También implica atribuir a las cosas caracteres o propiedades humanas o sociales (sin reconocerlos como humanos).

## Desarrollo del concepto
Marx utilizó el concepto de reificación en pocas ocasiones, siendo este desarrollado principal y posteriormente por Georg Lukács en "Reificación y consciencia del proletariado", parte de su libro Historia y conciencia de clase. El concepto está también presente en los trabajos de pensadores de la Escuela de Frankfurt, particularmente en los trabajos de Theodor Adorno y Max Horkheimer, y de Herbert Marcuse. Otros autores relevantes han sido Gajo Petrović, Raya Dunayevskaya, Raymond Williams, Axel Honneth y (con mayor difusión en habla hispana) Slavoj Žižek y John Holloway.
En su "Diccionario del pensamiento marxista" Petrović define reificación como:

El acto (o resultado del acto) de transformar propiedades, relaciones y acciones humanas, en propiedades, relaciones y acciones de cosas producidas por el hombre, objetos que se han vuelto independientes (y que son imaginados como originalmente independientes) del hombre y gobiernan su propia existencia. También, la transformación de seres humanos en cosas que no se comportan en una forma humana sino de acuerdo a las leyes del mundo de las cosas. La reificación es un caso ‘especial’ de alienación, su forma más radical y extendida, característica de la sociedad capitalista moderna".

El intelectual anarquista de tendencia primitivista John Zerzan, en su ensayo "Esas cosas que hacemos", la define en la siguiente manera:

Del latín “res”, o cosa, reificación significa, esencialmente, cosificación; un poco en el sentido en que Theodor Adorno, entre otros, afirmaba que la sociedad y la conciencia han sido casi completamente cosificadas. A través de este proceso, las prácticas y las relaciones humanas llegan a ser vistas como objetos externos. Lo que está vivo termina siendo tratado como una cosa inerte o abstracción. Se trata de un cambio de los acontecimientos que se experimenta como natural, normal, inmutable.
John Zerzan, "Esas cosas que hacemos"

## Posibles ejemplos de reificación
Para los marxistas y afines a sus teorías algunos ejemplos de reificación serían:
- La transformación del trabajo en mercancía en el siglo XIX.
- Capital, la objetivación del valor de cambio (trabajo) en moneda.
- Otros ejemplos de reificación ocurren cuando productos humanos se conciben como hechos naturales, resultados de leyes cósmicas, o manifestaciones de una voluntad divina. El mercado como una entidad que guía la vida económica sería un ejemplo de reificación.
- El liberal chileno de siglo XIX Diego Portales claramente expuso esta estrategia a sus pares, políticos de su época, a 20 años de reciente independencia y ante un caos de gobernante/caudillos que no lograba cuajar en república. Portales decía: aun cuando somos criollos libres, la Imagen de un rey, escogido por Dios incuestionable y siempre respetable autoridad, daría sus cualidades reificando la institucionalidad de la República . De este modo se conseguiría que el pueblo obedeciera a sus gobernantes. Este "respeto a la autoridad" fue impuesto por la política de Portales mediante la brutal represión a los opositores a su política liberal, es aquí la clave en la re-valoración de la figura de Portales por el dictador Augusto Pinochet y el grupo de intelectuales neoliberales, conocido como los Chicago Boys.
- La reducción de cualidades humanas y sociales a valores cuantitativos como sucede en la estadística estatal o las valoraciones que hace la escuela a las cualidades de los estudiantes mediante calificaciones numéricas.
- La forma en que el hombre es tratado por la sociedad capitalista, como una máquina más en una fábrica.

## Crítica del concepto
El filósofo francés Louis Althusser criticó en 1965 (en Marxismo y humanismo) lo que él llamó "Una ideología de la reificación que ve ‘cosas’ por todas partes en las relaciones humanas". La crítica de Althusser se deriva de su interpretación de la obra de Marx, según la cual existe un quiebre epistemológico que divide esta obra en la de un joven Marx y un Marx maduro. Para Althusser el segundo es el pensador verdaderamente relevante, cuyo trabajo abre el continente de la historia al conocimiento científico.
El concepto de reificación proviene del capítulo uno de El Capital. Sin embargo, Althusser encuentra en él una importante influencia del concepto de alienación desarrollado en La ideología alemana y los Manuscritos económicos y filosóficos de 1844, ambos trabajos tempranos de Karl Marx. Los críticos de Althusser señalan precisamente esta continuidad conceptual como una de las pruebas en contra de la hipótesis del quiebre epistemológico.